# Campeonato de Fútbol del Guayas 1955
El Campeonato de Fútbol del Guayas de 1955 o más conocido como la Copa de Guayaquil 1955 fue la 5ª edición de los campeonatos semiprofesionales del Guayas; dicho torneo fue organizado por la ASOGUAYAS. Esta sería la última edición que se jugaría con 9 equipos cabe aclarar que este sería el primer título de la copa de Guayaquil para el Barcelona no obstante sería el segundo en el profesionalismo ya que ganaría el torneo promocional de la ASOGUAYAS en 1950, mismo torneo sería avalado y oficializado por la propia entidad del fútbol profesional provincial no obstante no la reconoce la FEF como en esa época no existía como ente regulador del fútbol ecuatoriano sino que formaba parte de la Federación Deportiva Nacional del Ecuador(FEDENADOR).
El Barcelona obtendría por primera vez primer título en este torneo mientras que el Emelec obtendría su primer subcampeonato.

## Formato del Torneo
El formato para la 5ª edición de la Copa de Guayaquil 1955 será de la siguiente manera.
Primera Etapa
La primera etapa se jugara un total de 18 fechas en encuentros de ida y vuelta entre los 9 equipos participantes de los cuales los 4 equipos que se ubiquen en los primeros 4 puestos lograran clasificarse a la 2ª etapa o Cuadrangular final, mientras que en el caso del descenso, bajaran los dos equipos de menor puntaje. 
Segunda Etapa
la segunda etapa o Cuadrangular final se jugara con las 4 escuadras que terminaran en los primeros 4 lugares, jugaran un total de 3 fechas a una sola vuelta el equipo que logre la mayor cantidad de puntos en la sumatoria de ambas etapas lograra ser campeón de la edición de 1955.

## Equipos
| Equipo        | Ciudad            | Estadio                      | Capacidad    |
| ------------- | ----------------- | ---------------------------- | ------------ |
| Barcelona     | Guayaquil         | George Capwell Ramón Unamuno | 11.000 5.000 |
| Emelec        | Guayaquil         | George Capwell Ramón Unamuno | 11.000 5.000 |
| Español       | Guayaquil         | George Capwell Ramón Unamuno | 11.000 5.000 |
| Patria        | Guayaquil         | George Capwell Ramón Unamuno | 11.000 5.000 |
| 9 de Octubre  | Guayaquil         | George Capwell Ramón Unamuno | 11.000 5.000 |
| Ferroviarios  | Durán Guayaquil   | George Capwell Ramón Unamuno | 11.000 5.000 |
| Norte América | Guayaquil         | George Capwell Ramón Unamuno | 11.000 5.000 |
| Everest       | Guayaquil         | George Capwell Ramón Unamuno | 11.000 5.000 |
| U.D. Valdez   | Milagro Guayaquil | George Capwell Ramón Unamuno | 11.000 5.000 |

## Primera etapa

### Partidos y resultados
| Fecha 1      | Fecha 1   | Fecha 1          |
| Equipo Local | Resultado | Equipo Visitante |
| ------------ | --------- | ---------------- |
| Barcelona    | 3-0       | Patria           |
| UD.Valdez    | 2-2       | Norteamérica     |
| Ferroviarios | 2-1       | 9 de Octubre     |
| Everest      | 0-0       | Español          |

| Fecha 2      | Fecha 2   | Fecha 2          |
| Equipo Local | Resultado | Equipo Visitante |
| ------------ | --------- | ---------------- |
| Barcelona    | 1-0       | UD.Valdez        |
| Emelec       | 4-3       | Ferroviarios     |
| 9 de octubre | 3-1       | Español          |
| Patria       | 2-1       | Everest          |

| Fecha 3      | Fecha 3   | Fecha 3          |
| Equipo Local | Resultado | Equipo Visitante |
| ------------ | --------- | ---------------- |
| 9 de Octubre | 1-2       | Barcelona        |
| Norteamérica | 2-3       | Emelec           |
| Everest      | 2-2       | UD.Valdez        |
| Español      | 3-3       | Patria           |

| Fecha 4      | Fecha 4   | Fecha 4          |
| Equipo Local | Resultado | Equipo Visitante |
| ------------ | --------- | ---------------- |
| Barcelona    | 2-1       | Ferroviarios     |
| Everest      | 0-2       | Emelec           |
| UD.Valdez    | 3-0       | Español          |
| Norteamérica | 0-1       | Patria           |

| Fecha 5      | Fecha 5   | Fecha 5          |
| Equipo Local | Resultado | Equipo Visitante |
| ------------ | --------- | ---------------- |
| Barcelona    | 2-1       | Everest          |
| Español      | 1-4       | Emelec           |
| 9 de Octubre | 1-0       | Norteamérica     |
| Ferroviarios | 0-0       | UD.Valdez        |

| Fecha 6      | Fecha 6   | Fecha 6          |
| Equipo Local | Resultado | Equipo Visitante |
| ------------ | --------- | ---------------- |
| Emelec       | 6-2       | 9 de Octubre     |
| Español      | 1-8       | Barcelona        |
| Norteamérica | 2-1       | Everest          |
| Patria       | 2-2       | Ferroviarios     |

| Fecha 7      | Fecha 7   | Fecha 7          |
| Equipo Local | Resultado | Equipo Visitante |
| ------------ | --------- | ---------------- |
| Emelec       | 3-0       | UD.Valdez        |
| Everest      | 2-1       | Ferroviarios     |
| 9 de Octubre | 1-3       | Patria           |
| Norteamérica | 2-1       | Español          |

| Fecha 8      | Fecha 8   | Fecha 8          |
| Equipo Local | Resultado | Equipo Visitante |
| ------------ | --------- | ---------------- |
| Patria       | 2-2       | Emelec           |
| UD.Valdez    | 1-1       | 9 de Octubre     |
| Norteamérica | 2-0       | Barcelona        |
| Ferroviarios | 5-2       | Español          |

| Fecha 9      | Fecha 9   | Fecha 9          |
| Equipo Local | Resultado | Equipo Visitante |
| ------------ | --------- | ---------------- |
| Emelec       | 3-5       | Barcelona        |
| Norteamérica | 0-0       | Ferroviarios     |
| Everest      | 1-0       | 9 de Octubre     |
| Patria       | 2-1       | UD.Valdez        |

| Fecha 10     | Fecha 10  | Fecha 10         |
| Equipo Local | Resultado | Equipo Visitante |
| ------------ | --------- | ---------------- |
| Patria       | 3-2       | Barcelona        |
| 9 de Octubre | 3-0       | Ferroviarios     |
| Español      | 3-2       | Everest          |
| Norteamérica | 0-0       | UD.Valdez        |

| Fecha 11     | Fecha 11  | Fecha 11         |
| Equipo Local | Resultado | Equipo Visitante |
| ------------ | --------- | ---------------- |
| Español      | 2-3       | 9 de Octubre     |
| UD.Valdez    | 2-1       | Barcelona        |
| Ferroviarios | 1-4       | Emelec           |
| Everest      | 2-2       | Patria           |

| Fecha 12     | Fecha 12  | Fecha 12         |
| Equipo Local | Resultado | Equipo Visitante |
| ------------ | --------- | ---------------- |
| Barcelona    | 1-2       | 9 de Octubre     |
| Emelec       | 5-1       | Norteamérica     |
| UD.Valdez    | 3-1       | Everest          |
| Patria       | 5-2       | Español          |

| Fecha 13     | Fecha 13  | Fecha 13         |
| Equipo Local | Resultado | Equipo Visitante |
| ------------ | --------- | ---------------- |
| Emelec       | 3-1       | Everest          |
| Ferroviarios | 1-3       | Barcelona        |
| Español      | 0-2       | UD.Valdez        |
| Patria       | 2-1       | Norteamérica     |

| Fecha 14     | Fecha 14  | Fecha 14         |
| Equipo Local | Resultado | Equipo Visitante |
| ------------ | --------- | ---------------- |
| Emelec       | 3-0       | Español          |
| Everest      | 2-1       | Barcelona        |
| Norteamérica | 1-3       | 9 de Octubre     |
| UD.Valdez    | 5-1       | Ferroviarios     |

| Fecha 15     | Fecha 15  | Fecha 15         |
| Equipo Local | Resultado | Equipo Visitante |
| ------------ | --------- | ---------------- |
| Barcelona    | 7-0       | Español          |
| 9 de Octubre | 0-0       | Emelec           |
| Everest      | 1-1       | Norteamérica     |
| Ferroviarios | 1-1       | Patria           |

| Fecha 16     | Fecha 16  | Fecha 16         |
| Equipo Local | Resultado | Equipo Visitante |
| ------------ | --------- | ---------------- |
| UD.Valdez    | 2-0       | Emelec           |
| Ferroviarios | 1-1       | Everest          |
| Patria       | 1-1       | Norteamérica     |
| Español      | 1-2       | Norteamérica     |

| Fecha 17     | Fecha 17  | Fecha 17         |
| Equipo Local | Resultado | Equipo Visitante |
| ------------ | --------- | ---------------- |
| Barcelona    | 5-1       | Norteamérica     |
| Emelec       | 4-3       | Patria           |
| Español      | 2-1       | Ferroviarios     |
| 9 de Octubre | 1-1       | UD.Valdez        |

| Fecha 18     | Fecha 18  | Fecha 18         |
| Equipo Local | Resultado | Equipo Visitante |
| ------------ | --------- | ---------------- |
| Barcelona    | 2-1       | Emelec           |
| Ferroviarios | 2-5       | Norteamérica     |
| 9 de Octubre | 0-1       | Everest          |
| UD.Valdez    | 4-0       | Patria           |

#### Tabla de posiciones
| Pos | Equipo        | Pts | PJ | PG | PE | PP | GF | GC | Dif |
| --- | ------------- | --- | -- | -- | -- | -- | -- | -- | --- |
| 1º  | Emelec        | 24  | 16 | 11 | 2  | 3  | 46 | 25 | +21 |
| 2º  | Barcelona     | 22  | 16 | 11 | 0  | 5  | 45 | 20 | +25 |
| 3º  | U.D. Valdez   | 20  | 16 | 7  | 6  | 3  | 28 | 15 | +13 |
| 4º  | Patria        | 20  | 16 | 7  | 6  | 3  | 32 | 31 | +1  |
| 5º  | 9 de Octubre  | 16  | 16 | 6  | 4  | 6  | 23 | 23 | 0   |
| 6º  | Norte América | 14  | 16 | 5  | 4  | 7  | 22 | 28 | -6  |
| 7º  | Everest       | 13  | 16 | 4  | 5  | 7  | 19 | 25 | -6  |
| 8º  | Ferroviarios  | 9   | 16 | 2  | 5  | 9  | 23 | 37 | -14 |
| 9º  | Español       | 6   | 16 | 2  | 2  | 12 | 19 | 53 | -34 |

 Pts=Puntos; PJ=Partidos jugados; G=Partidos ganados; E=Partidos empatados; P=Partidos perdidos; GF=Goles a favor; GC=Goles en contra; Dif=Diferencia de gol
|  | Clasificaron al Cuadrangular Final |
|  | Descendió a Serie B.               |

## Cuadrangular Final

### Partidos y resultados
| Fecha 1      | Fecha 1   | Fecha 1          |
| Equipo Local | Resultado | Equipo Visitante |
| ------------ | --------- | ---------------- |
| Barcelona    | 2-0       | UD.Valdez        |
| Emelec       | 3-0       | Patria           |

| Fecha 2      | Fecha 2   | Fecha 2          |
| Equipo Local | Resultado | Equipo Visitante |
| ------------ | --------- | ---------------- |
| Barcelona    | 2-1       | Patria           |
| UD.Valdez    | 2-1       | Emelec           |

| Fecha 3      | Fecha 3   | Fecha 3          |
| Equipo Local | Resultado | Equipo Visitante |
| ------------ | --------- | ---------------- |
| Barcelona    | 3-2       | Emelec           |
| UD.Valdez    | 3-1       | Patria           |

#### Tabla de posiciones
| Pos | Equipo      | Pts | PJ | PG | PE | PP | GF | GC | Dif |
| --- | ----------- | --- | -- | -- | -- | -- | -- | -- | --- |
| 1º  | Barcelona   | 28  | 19 | 14 | 0  | 5  | 52 | 23 | +29 |
| 2º  | Emelec      | 26  | 19 | 12 | 2  | 5  | 52 | 30 | +22 |
| 3º  | U.D. Valdez | 24  | 19 | 9  | 6  | 4  | 33 | 19 | +14 |
| 4º  | Patria      | 20  | 19 | 7  | 6  | 6  | 34 | 39 | -5  |

 Pts=Puntos; PJ=Partidos jugados; G=Partidos ganados; E=Partidos empatados; P=Partidos perdidos; GF=Goles a favor; GC=Goles en contra; Dif=Diferencia de gol
|  | Campeón.     |
|  | Subcampeón,. |

### Campeón
|                       |
| Barcelona 1.er título |